# World Rugby
World Rugby är rugby unions världsorganisation. WR grundades 1884 som International Rugby Football Board (IRFB), men när IRFB 1997 flyttat från London till Dublin ändrade man 1998 namnet till International Rugby Board. I november 2014 ändrades namnet till "World Rugby".
Förbundet har för tillfället 95 medlemsländer (däribland Sverige) och 8 associerade medlemmar.
Sedan 1987 anordnar förbundet ett VM i rugby.

## Medlemmar
Förbundet delar in sina medlemmar i tre styrkeklasser. De deltagande nationerna i Six Nations (England, Frankrike, Irland, Italien, Skottland, Wales), Tri Nations (Australien, Nya Zeeland, Sydafrika) samt Argentina är i första styrkeklassen. Till andra styrkeklassen hör Kanada, USA, Fiji, Japan, Rumänien och Tonga. Alla andra medlemsländer tillhör den tredje styrkeklassen.
- Afrika
  -  Botswana
  -  Burundi
  -  Ghana
  -  Elfenbenskusten
  -  Kenya
  -  Madagaskar
  -  Mali
  -  Mauritius
  -  Marocko
  -  Namibia
  -  Nigeria
  -  Rwanda
  -  Senegal
  -  Sydafrika
  -  Swaziland
  -  Tanzania
  -  Togo
  -  Tunisien
  -  Uganda
  -  Zambia
  -  Zimbabwe
- Asien
  -  Brunei
  -  Filippinerna
  -  Förenade arabemiraten
  -  Guam
  -  Hongkong
  -  Indien
  -  Indonesien
  -  Iran
  -  Japan
  -  Kazakstan
  -  Kina
  -  Kinesiska Taipei
  -  Kirgizistan
  -  Laos
  -  Malaysia
  -  Mongoliet
  -  Pakistan
  -  Singapore
  -  Sri Lanka
  -  Sydkorea
  -  Thailand
  -  Uzbekistan
- Europa
  -  Andorra
  -  Azerbajdzjan
  -  Belgien
  -  Bosnien och Hercegovina
  -  Bulgarien
  -  Cypern
  -  Danmark
  -  England
  -  Finland
  -  Frankrike
  -  Georgien
  -  Grekland
  -  Irland
  -  Israel
  -  Italien
  -  Kroatien
  -  Lettland
  -  Litauen
  -  Luxemburg
  -  Malta
  -  Moldavien
  -  Monaco
  -  Nederländerna
  -  Norge
  -  Polen
  -  Portugal
  -  Rumänien
  -  Ryssland
  -  Schweiz
  -  Serbien
  -  Skottland
  -  Slovenien
  -  Spanien
  -  Sverige
  -  Tjeckien
  -  Tyskland
  -  Ungern
  -  Ukraina
  -  Wales
  -  Österrike
- Nordamerika
  -  Bahamas
  -  Barbados
  -  Bermuda
  -  Brittiska Jungfruöarna
  -  Caymanöarna
  -  Guyana
  -  Jamaica
  -  Kanada
  -  Mexiko
  -  Saint Lucia
  -  Saint Vincent och Grenadinerna
  -  Trinidad och Tobago
  -  USA
- Oceanien
  -  Amerikanska Samoa
  -  Australien
  -  Cooköarna
  -  Fiji
  -  Niue
  -  Nya Zeeland
  -  Papua Nya Guinea
  -  Salomonöarna
  -  Samoa
  -  Tahiti
  -  Tonga
  -  Vanuatu
- Sydamerika
  -  Argentina
  -  Brasilien
  -  Chile
  -  Colombia
  -  Costa Rica
  -  Paraguay
  -  Peru
  -  Uruguay
  -  Venezuela

### Fotnoter
1. ↑  ”IRB to change name to World Rugby” (på engelska). Rugby Paper. 28 augusti 2014. http://www.therugbypaper.co.uk/latest-news/18163/irb-to-change-name-to-world-rugby/. Läst 22 mars 2015.